# مرسکلسی
مرسکلسی (به چکی: Mrsklesy) یک منطقهٔ مسکونی در جمهوری چک است که در ناحیه اولومووتس واقع شده‌است.
 مرسکلسی ۲٫۵۳ کیلومتر مربع مساحت و ۶۰۰ نفر جمعیت دارد و ۲۹۰ متر بالاتر از سطح دریا واقع شده‌است.